# Cantagiro 1972

## Elenco delle canzoni

### Girone A
Non c'è classifica
- Little Tony: Pamela (Little Records)
- Lucio Dalla: Sulla rotta di Cristoforo Colombo (RCA Italiana)
- Gianni Morandi: Parla più piano (RCA Italiana)
- Mal: Oh Susanna
- Don Backy: Una Rosa
- Gianni Nazzaro: Quanto è bella lei (CGD)
- Ombretta Colli salvatore
- Marcel Aumont capita tutto a me
- Al Bano, Romina Power, Taryn Power e Kocis: Taca taca banda! (EMI Italiana)
- Iva Zanicchi: Nonostante lei (Ri-Fi)
- Rosanna Fratello: Amore di gioventù (Dischi Ricordi)
- Marcella: Sole che nasce, sole che muore
- Mia Martini: Piccolo uomo (Dischi Ricordi)
- Mino Reitano: stasera non si ride e non si balla
- Claudio Villa : Granada
- Fausto Leali: Karany Karanuè (Philips)
- Fred Bongusto: questo nostro grande amore
- Nada: una chitarra e un'armonica

### Girone B (giovani)
- FM2: Chérie chérie (testo di Dresdy-Lilli Greco) - Seven Records
- Franco Tortora: Quando il sole nascerà'' (testo di Roberto Fia; musica di Enrico Ciacci e Roberto Fia) - Little Records
- Alberto Anelli: Un uomo quando è un uomo (testo di Alberto Salerno e Paolo Limiti; musica di Alberto Anelli) - Joker
- Leonardo: Giramondo (testo di Roberto Vecchioni; musica di Renato Pareti) - Variety
- Romolo Ferri: Terra di casa mia (testo di Claudio Celli; musica di Albino Mammoliti e Romolo Ferri) - Carosello
- Elisio: Giglio bianco (testo e musica di Elisio Salvatelli)
- Raffaella Perruzzi: Cenerentola (testo di Edoardo De Angelis e Francesco De Gregori; musica di Maurizio Bigio) - It
- Massimo Vessella: Il tempo (testo di Giampiero Simontacchi; musica di Massimo Vessella, Detto Mariano e Aldo Catarsi) - Rare
- Italo Janne: No, Lucky no (testo di Oscar Avogadro e Claudio Daiano; musica di Shel Shapiro e Italo Janne) - Polydor
- Alberto Tadini: Silenzio e stelle (Rocket Man) (testo di Paolo Limiti e Felice Piccarreda; musica di Elton John) - Amico
- Franco Onofrio: Stessa moneta (testo di Alberto Testa e Franco Reitano; musica di Franco, Mimmo e Mino Reitano) - Fremus

### Girone C (complessi)
- Gens: Per chi (Philips)
- I Profeti: Prima notte senza lei  (CBS)
- The Trip: Analisi (RCA Italiana)
- Il Rovescio della Medaglia: Io come io (RCA Italiana)
- Circus 2000: Hey man (Ri-Fi)
- Simon Luca & L'Enorme Maria: Per proteggere l'enorme Maria (Ariston Records)
- Forum Livii: Space dilemma (MiMo)